# Safia guayaquilata
Safia guayaquilata là một loài bướm đêm trong họ Noctuidae.